# Bataille de Valona
La bataille de Valona est une bataille navale qui s'est déroulée en août 1638, dans la baie de Valona (sur laquelle donne la ville de Vlora) entre les flottes vénitienne et algérienne.

## Déroulement
En 1638, les pirates barbaresques lancent des raids sur les côtes italiennes et particulièrement en Calabre. Lors de ces attaques, des navires marchands vénitiens sont capturés, ce qui provoque la fureur de la cité qui considère que ces actes appellent des mesures de représailles énergiques. Une flotte de 28 galères, sous le commandement de l'amiral Cappello, cingle donc vers les côtes d'Albanie où des vaisseaux algériens ont été repérés. 
Huit galiotes tunisiennes et huit galiotes algériennes mouillent effectivement dans le port de Valona. Cappello attaque et anéantit les navires ennemis, qui, accablés sous le nombre et surpris, entassés dans le port et dans l’impossibilité de manœuvrer, ne peuvent opposer une défense efficace.  
Cependant cette expédition punitive manque de peu d'avoir des conséquences dramatiques et non souhaitées pour Venise. En effet, outre que politiquement la régence d'Alger est un état tributaire de l'Empire ottoman, Valona est une possession turque. Or, lors de la bataille les Vénitiens ne se privent pas de bombarder la ville, ravageant des habitations et détruisant à moitié une mosquée, sans parler des pertes humaines infligées à la population. Dès lors, les relations entre la Sublime Porte et la Sérénissime République s'enveniment très sérieusement et l'opération de Valona est sur le point de constituer un casus belli entre les deux puissances. Heureusement pour Venise, l'empire ottoman est engagé dans une guerre difficile contre la Perse, et estime imprudent de se lancer simultanément dans un autre conflit. Ce n'est qu'un sursis car un nouvel incident survient en 1644 (la saisie de navires ottomans par les chevaliers de Malte, qui réparent ensuite en Crète, alors colonie vénitienne, les avaries subies lors du combat), ce qui met le feu aux poudres et déclenche la guerre de Crète (1645-1670).